# اولودره
اولودره (به ترکی استانبولی: Uludere) شهری است در کشور ترکیه که در استان شرناق واقع شده‌است. جمعیت این شهر بر اساس سرشماری سال ۲۰۰۸ میلادی ۱۱٬۰۳۰ نفر و بر اساس برآوردهای سال ۲۰۰۹ میلادی ۱۲٬۸۳۲ نفر می‌باشد.